# Carl Struve
Carl Struve (Halden, 12 april 1887 – Christiania, 26 november 1974) was een Noors toneelacteur en zanger. Vanwege het gemis aan een goede concertzaal werden beide beroepen destijds veelvuldig gecombineerd. Zijn stemvoering was tenor. Zijn bekendste rollen in Scandinavië zijn die van dokter Dollitle in Pygmalion van George Bernard Shaw en Ultrik Brendel in Rosmersholmen van Henrik Ibsen.

## Achtergrond
Carl Struve (jr) werd als een van drie kinderen geboren binnen het gezin van manufacturenhandelaar Carl Struve (sr, 1833-1889) en Emilie Zeiner (1856-1935). Hijzelf was vanaf 1914 getrouwd met Signe Hagerup (dochter van minister George Francis Hagerup); zij scheidden in 1929 en hij hertrouwde in 1934 met Esther Pauline Tybring (dochter van een priester). Hij werd in 1948 onderscheiden met Kongens fortjenstmedalje.

## Muziek
Carl Sturve kreeg zangles van Wilhelm Kloed. Op 2 mei 1908 had hij zijn zangdebuut in een gezamenlijk concert met bariton Alfred Helgeby en pianist Eyvind Alnæs in de concertzaal van Brødrene Hals. Maar al in februari van dat jaar was hij als toneelacteur te zien op de planken van het Nationaltheatret. Hij maakte daar kennis met dirigent/componist Johan Halvorsen. Bij de start van het nieuwe theaterseizoen kreeg hij de rol van luitenant Pinkerton toegewezen in Madame Butterfly. Hij nam verdere lessen bij Frantz Henry von Dulong in Berlijn, Raimond von zur Mühlen in Londen en Arne van Erpekum Sem in Oslo. Hij bleef tot 1919 verbonden aan het Nationaltheatret (in 1919 verloor het Nationaltheatret haar vaste orkest). Daarna trok hij Europa in met concerten in Zweden, Finland en Groot-Brittannië, maar hij stak ook de Atlantische Oceaan over naar de Verenigde Staten. Hij zong in Engeland meer dan 100 keer zijn rol in de operette A Greek Slave van Sydney Jones in Londen. In 1931 was hij weer even terug in het Nationaltheatret en zong samen met Kirsten Flagstad in Bajazzo.  Hij kwam in 1935 weer terug en verbond zich tot 1959 aan het Centralteatret. Hij was echter ook nog te zien in Chat Noir en Carl Johan-Teatret. Na zijn zangcarrière verliep zijn acteerloopbaan goed. Hij speelde ongeveer 500 keer de rol van een boertige Blunck in de revues van Finn Bø.
Enkele concerten:
- 13 oktober 1914; Symfonieconcert met het symfonieorkest van het Nationaltheatret onder leiding van Johan Halvorsen, andere solisten Borghild Langaard en Thorleif Sohlberg
- december 1914/januari 1915: opera Aida-serie met opnieuw Langaard en Sohlberg, maar ook Halfdan Rode
- 23 september 1923: hij zong in Harmonien, Bergen, de thuisbasis van de voorloper van het Bergen filharmoniske orkester liederen van Pjotr Iljitsj Tsjaikovski en Alf Hurum
- 5 mei 1929: hij zong in Harmonien liederen van Sverre Jordan en Franz Lehar

Zijn stem is terug te vinden in een aantal opnamen voor The Gramophone Company, Pathé en Polyphon. Zijn gezicht is terug te vinden in een tiental films verschenen vanaf 1936:
- 1936: Morderen uten ansikt
- 1940: Tørres Snørtevold
- 1941: Hansen og Hansen
- 1943: Den nye lægen
- 1944: En herre med bart
- 1946: To liv
- 1948: Det var en gang
- 1948: Trollfossen
- 1950: Min kone er uskyldig
- 1951: Kranes konditori
- 1954: I moralens navn
- 1961: Den store barnedåpen